# ОШ „Доситеј Обрадовић” Ћићевац
ОШ „Доситеј Обрадовић” у Ћићевцу, једна је од установа основног образовања у општини Ћићевац. Школа носи име Доситеја Обрадовића, српског просветитеља и реформатора.
Од 1957. године, школа је носила име „Моша Пијаде”, све до 1993. године када су органи школе утврдили назив Основна школа „Доситеј Обрадовић” Ћићевац.

## Историјат
Почетак школства и писмености у Ћићевцу везује се за 1803. годину, када је записано да „пре 1804. године (поред манастирских) лаичке школе биле су у Београди, Чачку, Пожеги,... Луњевици, Ћићевцу,...”. Школа у Ћићевцу је у својој историји имала више назива: прво се звала „мала школа”, а касније „нормална школа”, па „основно училиште” и сл. Све су то били називи за данашњи појам основне школе.
Посебне школске зграде нису постојале. Прва знања ученици су стицали по приватним кућама. Прва зграда намењена школи, градила се 1847. године, на сеоској утрини у Ћићевцу, тај крај се зове „Kусиновац” (данас је ту дечији вртић). Школска зграда је грађена од дрвених греда уплетених дрвеним лесом, па све то напуњено квашеном земљом и сламом. Зидови с обе стране облепљени су блатом, па бело окречени. То је најлепша и највећа зграда и прва покривена ћерамидом. Имала је једну учионицу, ходник, кујну (где су ученици у подне ручавали) и стан за учитеља. Та и таква зграда служила је за школу све до 1905. године, када почиње градња нове школе.
Нова школска зграда налази се у центру насеља (касније је ту изграђена и црква), поред друма. Имала је шест учионица, али и даље много ђака. Године 1935. на постојећу школску зграду дограђен је спрат са још шест учионица. И овај надграђени простор постаје недовољан и 1956. године се школски објекат проширује и добија седам нових учионица, фискултурну салу, свлачионице, кухињу са трпезаријом, све комплетно завршено 1960. године.
На данашњој локацији школска зграда почела је да се гради 1973. године, а прве ученике је примила, септембра 1977. године. Од 1985. до 1995. године грађена је спортска хала у дворишту школе, тако да када је овај објекат завршен, чини целину школског простора савремене основне школе.